# György (I. András fia)
György (1037/38 – 1060 után), angolul: Yourick, I. András királynak a Marót faluból származó úrnővel folytatott házasságon kívüli kapcsolatából született törvénytelen fia volt. Az Árpád-ház tagja.

## Élete
„Teljesen valószínűtlen, hogy középkori királyaink közül csak négynek lett volna törvénytelen fia. Az első I. András király (1046–1060), akinek a krónikák szerint egy Marót falusi ágyasától György nevű fia született.”
A magyar források közül csak a Thuróczi-krónika említi a létezését és a nevét. A skóciai Drummond család Györgytől származtatja magát. A skót Yourick elnevezés utalhat arra, hogy György még Kijevben, a Kijevi Rusz területén születhetett, amikor I. András itt töltötte száműzetését, és erre utalhat az ott szokásos György, illetve oroszosan Jurij név. Az pedig, hogy András nem jelölte örökösének e fiát, mindenképpen azt a tényt erősíti, hogy házasságon kívüli gyermekről van szó, hiszen 1053-ig, Salamon magyar király születéséig András nélkülözte a törvényes fiúutódokat, és az öccsét, Bélát tekintette örökösének.
Györgynek ismeretlen kapcsolatából Móric nevű fia született, aki 1066-ban vagy 1067-ben Edgár (1053/55–1126 után) angol királyi herceggel és a nővérével, Margit (1047–1093) hercegnővel, akik Edward (1016/17–1057) angol királyi hercegnek, II. Edmund angol király (utószülött) fiának és feltételezhetően egy magyar hercegnőnek a házasságából feltételezhetően Magyarországon születtek, elhagyta Magyarországot, hogy Edgart segítse a hazájába, Angliába való visszatérésében és a trónigényének az érvényesítésében, azonban a hajójukat a vihar Skóciába terelte. Margit hercegnő a skót királyhoz, III. Malcolmhoz ment feleségül, Móric skót nemességet és Drummond birtokát kapta, és Margit királyné Móricnak az egyik udvarhölgyét adta feleségül. Móric fia Malcolm, az ő fia, II. Móric volt. A család egyik tagjából skót királyné lett, hiszen Drummond Annabella III. Róbert skót király felesége lett, és az ő fiuk volt I. Jakab skót király.
„[...] azon családok között, amelyek az Árpádoktól való levezetést igénybe vették, a Drummond család az, melynek levezetésében a legkevesebb mesére és valószínütlenségre akadunk, mert itt legalább egy bizonyos, hogy egy György nevű Árpádfi, – bár »törvénytelen« születésű is – valóban létezett.”

## Gyermeke
- Feleségétől, N. N. úrnőtől, 1 fiú:
  - I. Móric, Drummond ura, N. N., utódok: Drummond család